# Rudolf Gellesch
Rudolf Gellesch (Gelsenkirchen, 1914. május 1. – Kassel, 1990. augusztus 20.) válogatott német labdarúgó, csatár.

## Pályafutása

### Klubcsapatban
1926 és 1946 között a Schalke 04 labdarúgója volt, ahol hatszoros német bajnok és egyszeres német kupagyőztes lett. A vesztfáliai Gauligát sorozatban 11-szer nyerte meg a csapattal 1934 és 1944 között. 1946 és 1950 között a TuS Lübbecke csapatában szerepelt. 1950-ben vonult vissza az aktív labdarúgástól.

### A válogatottban
1935 és 1941 között 20 alkalommal szerepelt a német válogatottban és egy gólt szerzett. Tagja volt az 1938-as franciaországi világbajnokságon részt vevő együttesnek.

## Sikerei, díjai
FC Schalke 04
- Német bajnokság
  - bajnok (6): 1933–34, 1934–35, 1936–37, 1938–39, 1939–40, 1941–42
- Német kupa (Tschammerpokal)
  - győztes (1): 1937
- Vesztfáliai Gauliga
  - bajnok (11): 1933–34, 1934–35, 1935–36, 1936–37, 1937–38, 1938–39, 1939–40, 1940–41, 1941–42, 1942–43, 1943–44